# General Racedo
General Racedo est une localité rurale argentine située dans le département de Diamante et dans la province d'Entre Ríos.

## Histoire
Le 30 juin 1875, la connexion ferroviaire a été activée par la ligne qui ferait plus tard partie du chemin de fer General Urquiza avec les villes de Paraná, Nogoyá et Rosario del Tala. Par décret du gouverneur d'Entre Ríos de l'époque, le général Eduardo Racedo, le 28 mai 1888, la station General Racedo a été créée. La ville d'El Carmen a été créée sur des terrains adjacents à la gare ferroviaire, sur des terrains donnés par la famille Racedo. La patronne de la ville est Nuestra Señora del Carmen, et la fête patronale est le 16 juillet.

## Gare ferroviaire
Pendant le gouvernement justicialiste de Carlos Menem, les lignes secondaires d'Entre Ríos ont été abandonnées. En 2002, le gouverneur Sergio Montiel a remis en état et mis en service les premières lignes secondaires de la province. À partir de mars 2010, le train est revenu pour relier Concepción del Uruguay et Paraná en passant par 24 localités d'Entre Ríos. Le service aurait deux fréquences hebdomadaires.
Le 19 décembre 2009, un voyage d'essai a été effectué à la gare. C'était la première fois en 18 ans que le train repassait en gare de General Racedo. En raison de l'état des voies, la piste a été abandonnée par la suite.